# Zeribet El Oued
Zeribet El Oued (em árabe: زربية الوادى) é uma comuna localizada na província de Biskra, Argélia. Segundo o censo de 2008, a população total da cidade era de 21 541 habitantes.